# Algoz (vila)
Algoz é uma vila portuguesa situada na União das freguesias de Algoz e Tunes, do Município de Silves.
A povoação de Algoz, sede da respectiva freguesia que se situa em pleno barrocal algarvio, foi elevada à categoria de vila em 12 de Julho de 2001.

## História
Sobre a origem do nome, o historiador Arlindo de Souza refere que «Segundo a tradição, em épocas remotas, certo rei de Castela, vindo a correr por terras de mouros algarvios, passou junto desta povoação. Os cavaleiros do séquito real lembraram-lhe o ataque à vila que na sua orgulhosa opinião não era nada. El-rei, que por nome não perca, respondeu logo que Algo és, donde [provém] o nome.»

## Património
- Ermida de Nossa Senhora do Pilar (Algoz)
- Lavadouro Público
- Igreja Matriz
- Celeiro
- Ermida de S. Sebastião (Algoz)
- Apeadeiro de Algoz

## Educação
- Jardim de Infância do Algoz
- Escola do 1ºciclo do Algoz
- Escola Básica 2º e 3º ciclo do Algoz

## Orago
A vila de Algoz pertence à Paróquia de Algoz que tem por orago Nossa Senhora da Piedade.